# Endlicheria lhotzkyi
Endlicheria lhotzkyi é uma espécie do gênero laurales, que foi descrita pela primeira vez por Ness e foi nomeada por Carl Christian Mez. Endlicheria lhotzkyi pertence ao gênero Endlicheria e à família Lauraceae.
É encontrada na região centro-oeste do Brasil, nos estados de Mato Grosso e de Goiás.